# Léon d'Andigné
Pour les autres membres de la famille, voir Famille d'Andigné.
Henri Marie Léon d'Andigné est un militaire et homme politique français né le 10 novembre 1821 à Orléans (Loiret) et décédé le 7 avril 1895 à Beaufort-en-Vallée (Maine-et-Loire). Il porte le titre de courtoisie de marquis d'Andigné à partir de la mort de son oncle en 1857.

## Biographie
Fils du général comte Fortuné d'Andigné (1765-1857) et d'Oneïda d'Armand de Forest de Blacons (1798-1879), Léon d'Andigné entre à Saint-Cyr en 1840, devient capitaine en 1848 et prend part comme chef d'escadron à la campagne d'Italie, participe à la guerre de 1870 avec le grade de colonel après avoir été grièvement blessé à Sedan, et termine sa carrière comme général de brigade, en 1875. 
Il est commandeur de la Légion d'honneur en 1871.
Il succède à son père comme membre de la chambre des pairs en 1847, celui-ci ayant refusé de prêter serment à Louis-Philippe. Il est sénateur de Maine-et-Loire, siégeant sur les bancs monarchistes, de 1876 à 1895.

## Hommage
- Rue d'Andigné (16e arrondissement de Paris)

## Sources
- « Léon d'Andigné », dans Adolphe Robert et Gaston Cougny, Dictionnaire des parlementaires français, Edgar Bourloton, 1889-1891 [détail de l’édition]
- « Léon d'Andigné », dans le Dictionnaire des parlementaires français (1889-1940), sous la direction de Jean Jolly, PUF, 1960 [détail de l’édition]